# Enrique Ballesteros
Enrique Ballestrero (18 de janeiro de 1905 – 11 de outubro de 1969) foi um futebolista uruguaio. Foi o goleiro titular da vitoriosa Copa do Mundo e 1930, embora antes do torneio curiosamente não fosse nem mesmo a segunda opção. Era apelidado de El Pulpo, "O Polvo".
Seu sobrenome também é confundido com Ballesteros   e Ballestrero.

## Carreira em clubes

### Goleiro do único título do Rampla
Na época do título, Ballestrero jogava no Rampla Juniors, sendo o único representante da equipe na convocação.[carece de fontes?] Nos picapiedras, havia ganho o campeonato uruguaio de 1927, no que continua a ser o único título do clube.[carece de fontes?] Ballestrero provinha de equipes menores, chegando ao Rampla exatamente na época da campanha campeã.
Apesar da façanha, Ballestrero até 1930 não teve antecedente algum na seleção uruguaia. Com a conquista da Copa, ele manteve-se titular da seleção mesmo continuando a jogar no Rampla até passar em 1935 ao Peñarol. Além do título de 1927, no Rampla ele também foi vice em 1928 e em 1932, nunca ficando abaixo do quarto lugar.[carece de fontes?] No Peñarol, veio após a Copa América de 1935, onde atuara ainda como jogador do Rampla.

### Goleiro "invicto" no Peñarol
Os aurinegros vinham de dois vice-campeonatos para o arquirrival Nacional,[carece de fontes?] assim como não venciam o o clássico havia oito partidas. Na estreia de Ballestrero, os carboneros não apenas encerraram o jejum como iniciaram outro, agora favorável, de nove confrontos seguidos sem perder para os tricolores somente pelo campeonato. No total, foram onze. Aquele 4-0 também encerrou uma campanha até então invicta do Nacional, além de garantir o título de 1937. O título de 1936 também foi especial, permitindo ao clube obter de forma definitiva o troféu outorgado à primeira equipe a reunir alternadamente cinco títulos desde a reunificação da liga uruguaia, em 1926.
Ballestrero jamais foi derrotado na rivalidade, destacando-se sobretudo pelo último duelo, pelo resultado de 4-0 assim como por ter jogado mesmo sob gripe e broncopneumonia da qual jamais se recuperaria totalmente e que acabaria por fazendo-o ter de parar de jogar. O livro de memória e balanço do Peñarol naquele ano registrou a atitude, relatando que ele "havia jogado débil e sem treinamento". O clube também foi campeão uruguaio nos três anos em que contou com Ballestrero: 1935, 1936 e 1937. O título foi mantido sem ele em 1938, mas a invencibilidade no clássico não, vindo a cair justamente no primeiro dérbi sem o ídolo.

## Seleção
Ballestrero estreou pela seleção em 25 de maio de 1930, no último jogo da seleção uruguaia antes da Copa do Mundo FIFA de 1930. Foi em empate em 1-1 com a Argentina em Buenos Aires pela Copa Newton.[carece de fontes?]
Apesar do bom momento no Rampla Juniors, El Pulpo não vinha sendo considerado pela Celeste até então. Foi pré-selecionado, mas os favoritos à vaga eram Andrés Mazali e Fausto Battignani, ambos presentes na conquista olímpica de 1928. Mazali era o mais cotado, pois havia ganho igualmente as Olimpíadas anteriores também, além de participações em diversas Copas América na década de 1920. Quando Battignani não era seu reserva, o eram Miguel Capuccini (Copa América de 1927) ou Eduardo García (1929). Ballestrero não teve vez nem quando os goleiros principais não foram usados, com um amistoso de 1929 tendo no gol Juan Marini e outro em 1929 usando Cirilo Estívez.
O favorito Mazali, porém, foi cortado por indisciplina; fugiu da concentração de oito semanas para supostamente encontrar uma amante. Ballestrero aproveitou a chance. Na final, não aparentou culpa nos gols que tomou: no primeiro, o chute de Carlos Peucelle foi no canto superior esquerdo do goleiro, e no outro Guillermo Stábile tocou na saída de Ballestrero, em lance bastante protestado pelos colegas em função de suposto impedimento de Stábile.
Perdendo de virada por 2-1, os uruguaios reverteram no segundo tempo para 4-2 e foram campeões. Apesar do título, a Celeste se recusaria a participar da Copa do Mundo FIFA de 1934, na Itália, em retaliação pela larga ausência das seleções europeias na edição de 1930. Até hoje foi a única vez em que o campeão do torneio anterior não defendeu o título.
Ainda como jogador do Rampla, Ballestrero disputaria ainda a Copa América de 1935. A competição não era realizada desde 1929. Foi novamente campeão sobre os argentinos. O campeonato classificava o campeão Olimpíadas de 1936, mas razões econômicas levaram o Uruguai a abdicar da vaga, recusada também por outros postulantes até ficar com o Peru.[carece de fontes?]
Já na Copa América de 1937, Ballestrero alternou-se nas partidas com Juan Besuzzo. O Uruguai ficou apenas em terceiro, a quatro pontos de Argentina e Brasil, que fizeram a decisão, ganha pelos argentinos. Besuzzo substituiu-o para o segundo tempo da vitória por 3-2 sobre os próprios campeões argentinos, em 23 de janeiro. Aquela acabou sendo a última partida de Ballestrero pelo Uruguai. No decorrer daquele ano, contraiu uma broncopneumonia que o obrigaria a parar de jogar. Ao todo, foram 19 jogos e 24 gols sofridos.[carece de fontes?]

## Títulos
- Rampla Juniors: Campeonato Uruguaio de 1927
- Peñarol: Campeonato Uruguaio de 1935, 1936 e 1937
- Uruguai: Copa do Mundo FIFA de 1930 e Copa América de 1935